# South Kensington

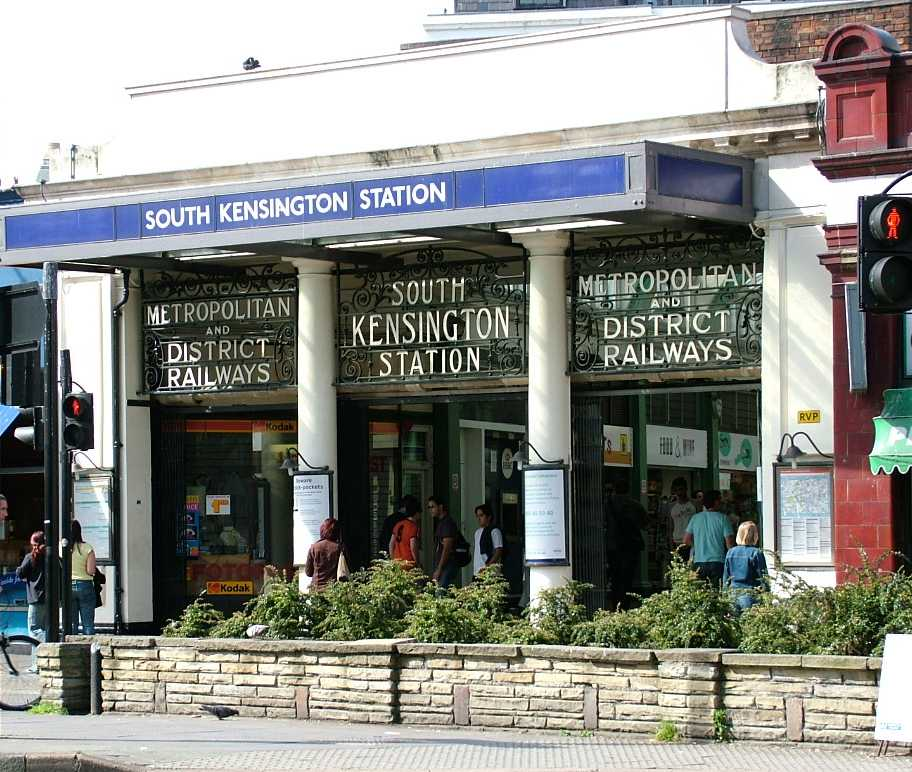
Portada de l'estació de metro de South Kensington.

South Kensington és un barri al districte de Kensington i Chelsea a Londres. És una zona urbanitzada a 3,9 quilòmetres al sud-oest de Charing Cross.
És difícil definir els límits teòrics per a South Kensington, però una definició comuna és la zona comercial al voltant de l'estació de metro i les adjacents places amb jardins elegants i carrers (com Thurloe Square, davant del Victoria and Albert Museum). El barri més petit al voltant de l'estació de metro de Gloucester Road també pot ser considerat part de South Kensington, així com l'àrea d'institucions al voltant d'Exhibition Road, que inclou noms tan famosos com el Museu d'Història Natural, el Museu de la Ciència, el Royal Albert Hall, l'Imperial College de Londres, el Victoria and Albert Museum, la Royal Geographical Society, el Royal College of Art, el Royal College of Music i la Baden-Powell House. Encara que el codi postal SW7 cobreix principalment South Kensington, algunes parts de Kensington i Knightsbridge també entren dins d'aquest codi postal.
Veí dels centres igualment opulents de Knightsbridge, Chelsea i Kensington mateix, South Kensington cobreix alguns dels immobles més exclusius del món. És la llar d'un gran nombre d'expatriats francesos (principalment ocupats en el centre financer de la ciutat), i també espanyols, italians i ciutadans de l'Orient Mitjà. Una significativa presència francesa és evidenciada per la ubicació del consolat, el Lycée Français Charles de Gaulle - una gran escola francesa d'ensenyament secundari davant el Museu d'Història Natural - i l'Institut Français, un centre cultural francès. A la zona hi ha també diverses llibreries franceses i cafeteries.
Les estacions més properes de metro són South Kensington i Gloucester Road.